# Ядерная безопасность

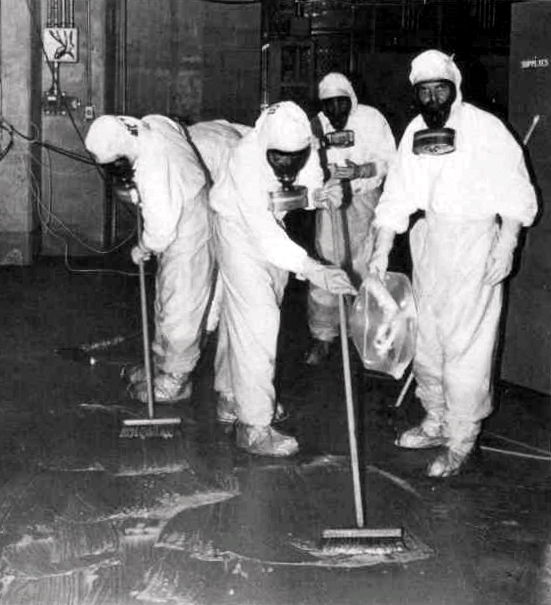
Бригада по очистке работает над удалением радиоактивного загрязнения после аварии на Три-Майл-Айленде.

Я́дерная безопа́сность — свойство реакторной установки и атомной станции с определенной вероятностью предотвращать возникновение ядерной аварии. Также рассматривается как комплекс мер по обеспечению безопасности людей от конкретной ядерной опасности.

## Общая характеристика
В российском нормативном акте Общие положения обеспечения безопасности атомных станций ОПБ-88/97 (ПНАЭ Г-01-011-97) ядерная и радиационная безопасность атомной станции определена как «свойство атомной станции при нормальной эксплуатации и нарушениях нормальной эксплуатации ограничивать радиационное воздействие на персонал, население и окружающую среду установленными пределами». 
Известны лишь три крупные аварии на АЭС: авария на АЭС Три-Майл-Айленд (28 марта 1979 года), авария на Чернобыльской АЭС (26 апреля 1986 года) и авария на АЭС Фукусима-1 (11 марта 2011 года). Однако издержки таких аварий очень велики, они могут приводить к тому, что образуются районы, непригодные для проживания в течение очень длительного периода времени. 
Одним из главных источников опасности для АЭС являются экстремальные природные явления, к числу которых относятся землетрясения, торнадо, проявления вулканической активности, снежные бури и наводнения. При редком стечении обстоятельств они могут превышать пределы проектной устойчивости АЭС. Так, авария на АЭС Фукусима-1 была вызвана цунами которое последовало за сильнейшим землетрясением. После этой аварии были предприняты меры для того, чтобы еще больше укрепить ядерную безопасность на существующих АЭС и усовершенствовать проекты новых станций с учетом защиты от экстремальных явлений. Они включают, например, проработку альтернативных вариантов охлаждения, установку резервных генераторов, ветрозащитных экранов и уплотнений, устройство дамб и других берегоукрепительных сооружений для защиты  от наводнений.
Также опасность представляют возможные различные террористические акты в отношении АЭС (ядерный терроризм) и их возможное повреждение в результате военных действий.

## Правила и нормы в России
- Общие положения обеспечения безопасности атомных станций ОПБ-88/97 (ПНАЭ Г-01-011-97).
- Правила ядерной безопасности реакторных установок атомных станций ПБЯ РУ АС-89.
- Правила устройства и безопасной эксплуатации исполнительных механизмов органов воздействия на реактивность (ПНАЭ Г-7-013-89).
- Правила безопасности при транспортировании радиоактивных материалов (НП-053-04)
- Правила ядерной безопасности при хранении и транспортировке ядерно-опасных делящихся материалов (ПБЯ-06-09-90).
- Правила ядерной безопасности при транспортировке отработавшего ядерного топлива (ПБЯ-06-08-77)
- Правила безопасности при хранении и транспортировке ядерного топлива на объектах атомной энергетики (ПБ-ЯТ-ХТ-90, ПНАЭ Г-14-029-91)
- Основные положения подготовки, рассмотрения и принятия решений по изменениям проектной, конструкторской, технологической и эксплуатационной документации, влияющей на обеспечение ядерной и радиационной безопасности (РД-03-19-94)
- Водно-химический режим атомных станций. Основные требования безопасности (РБ Г-12-43-97)
- Требования к управляющим системам, важных для безопасности атомных станций (НП-026-01).
- Правила устройства и эксплуатации локализующих систем безопасности атомных станций (НП-010-98).
- Общие положения по устройству и эксплуатации систем аварийного электроснабжения атомных станций (ПНАЭ Г-9-026-90)
- Типовое содержание плана мероприятий по защите персонала в случае аварии на атомной станции (НП-015-2000).
- Основные правила учёта и контроля ядерных материалов (НП-030-01)
- Требования к составу комплекта и содержанию документов, обосновывающих обеспечение ядерной и радиационной безопасности ядерной установки, пункта хранения, радиационного источника и/или заявленной деятельности (для атомных станций) (РД-04-27-2000) (Утратили силу с 1 сентября 2006 г. — Приказ Ростехнадзора от 18.05.2006 N 432)
- Положение о выдаче разрешений Федерального надзора по ядерной и радиационной безопасности на право ведения работ в области использования атомной энергии работникам атомных станций (РД-04-29-99)

## Международные соглашения
Вопрос ядерной безопасности остаётся актуальным для многих стран мира. На данный момент более чем 30 государств имеют на своих территориях ядерные реакторы. Национальные органы по ядерному регулированию должны строго мониторить безопасность атомных электростанций, чтобы предотвратить возможные ядерные аварии и кризисные ситуации. Особая роль уделяется ремонту, техническому обслуживанию и модернизации оборудования.
Международная система обеспечения ядерной безопасности опирается на четыре ключевых принципа. Первый принцип заключается в принятии обязательных и рекомендательных международных документов, таких как соглашения и стандарты поведения в области безопасности. Второй принцип включает в себя строгое следование всем нормам и правилам, связанным с ядерной безопасностью. Третий принцип подразумевает предоставление международной поддержки и экспертных услуг на основе установленных норм безопасности. Наконец, четвертый принцип требует развития сильной национальной инфраструктуры и создания глобального сообщества экспертов в области ядерной безопасности.

### Международные общепринятые документы в сфере регулирования ядерной безопасности
- Декларация о предотвращении ядерной катастрофы (1981)
- Конвенция об оперативном оповещении о ядерной аварии (Вена, 1986)
- Конвенция о ядерной безопасности (Вена, 1994)
- Конвенция о физической защите ядерного материала (Вена, 1979)
- Венская конвенция о гражданской ответственности за ядерный ущерб
- Объединённая конвенция о безопасности обращения с отработавшим топливом и безопасности обращения с радиоактивными отходами